# Bandar kurosawai
Bandar kurosawai är en skalbaggsart som beskrevs av Komiya 2001. Bandar kurosawai ingår i släktet Bandar och familjen långhorningar. Inga underarter finns listade.